# Hallett, Oklahoma
Hallett är en ort i Pawnee County i delstaten Oklahoma, USA.